# Bulbophyllum tricorne
Bulbophyllum tricorne é uma espécie de orquídea (família Orchidaceae) pertencente ao gênero Bulbophyllum. Foi descrita por Gunnar Seidenfaden e Tem Smitinand em 1965.